# Leif Vanggaard
Leif Vanggaard (* 20. Oktober 1935 in Kopenhagen; † 28. Oktober 2021) war ein dänischer Militärarzt.

## Leben
Leif Vanggaard war der Sohn des Restaurators Vagn Vanggaard (1909–1982) und der Lehrerin Aase Juel (1903–?). Der Mann seiner Tante war der Botaniker Thorvald Sørensen (1902–1973), der auf Expeditionen in Grönland war, und über ihn begann Leif sich für die Insel zu interessieren. Mit 14 Jahren heuerte er heimlich als Schiffsjunge an und wollte eigentlich die Seefahrtsschule besuchen, konnte dies wegen seiner schlechten Augen aber nicht tun.
Nach dem Schulabschluss am Østersøgades Gymnasium in Kopenhagen mit altsprachlichem Fokus 1956 begann er stattdessen ein Medizinstudium an der Universität Kopenhagen, das er 1964 abschloss. Zeitweise war er Lektor an der Universität. Er wurde Experte für Erfrierungen und kam 1967 nach Nordostgrönland, wo er begann für die Sirius-Schlittenpatrouille zu arbeiten. 1968 wurde er Marineoberarzt. 1976 machte er seinen Abschluss als Amtsarzt. 1978 wurde er Marinestabsarzt und war dabei dauerhaft für Sirius tätig. 1996 nahm er seinen Abschied.
Nachdem er bereits seit 1982 im Aufsichtsrat des Arktisk Institut saß, wurde er nach seinem Ausscheiden aus dem Militär 1996 Mitarbeiter im Arktisk Institut. 2000 wurde er Direktor, bevor er 2006 endgültig pensioniert wurde. Nebenher war er auch 1997/98 und 2004/05 Gastforscher an der University of Manitoba, von 2009 bis 2012 an der Universität Lund und anschließend an der Universität Oslo.
Von 1970 bis 1996 war er der dänische Repräsentant des Forschungsdiensts des dänischen Militärs für die NATO-Forschungsgruppe für Humanbiologie und Medizin. Von 1972 bis 1983 war er dänischer Vertreter im Nordischen Zusammenarbeitskomitee für Arktische Medizinische Forschung unter dem Nordischen Ministerrat. Von 1977 bis 1979 war er Vorsitzender der Grönlandsmedizinischen Gesellschaft und zeitweise diente er als Gesundheitsberater für GEUS. Ab 1975 war er Mitglied des Wohnungsaufsichtsrats im Østre Landsretskreds, davon von 1978 bis 1984 als Vorsitzender. Neben seinem Aufsichtsratsposten im Arktisk Institut war er ab 1984 ab Aufsichtsratsmitglied bei Alf Trolles Mindelegat, von 1985 bis 1993 im Dänischen Roten Kreuz und ab 2006 in der Dänisch-grönländischen Kulturstiftung. Von 1993 bis 1998 war er Vorsitzender der Ratgebergruppe für Erste Hilfe.
Leif Vanggaard war Kommandeur des Dannebrogordens und am 25. Juni 2007 erhielt er den Nersornaat in Silber. Er war zudem Träger der kuwaitischen Freiheitsmedaille, der NATO-Medaille für das frühere Jugoslawien, der UN-Medaille für den Arabischen Golf, des Ehrenzeichens des dänischen Militärs für guten Dienst und des Ehrenzeichens des Arztkorps des dänischen Militärs. Er starb 2021 kurz nach seinem 86. Geburtstag und hinterließ seine Frau Anne Marie Vanggaard (* 1934).

## Werke
- 1977: Arbejdsmiljøet i dansk fiskeri
- 1987: Kulde
- 1987: Ny lægebog for søfarende
- 1988: Beklaedning og personlige vaernemidler
- 1990: Sejlads i varme
- 1991: Lægebog for fritidssejlere
- 1991: Sejlads i kulde
- 1996: Slang, søværnet
- 2003: Slang, søværnet (2. überarbeitete Ausgabe)
- 2004: Arktisk Institut 50 år
- um 2010: Biografisk Leksikon for Grønland (Datenbank)